# Urera glabriuscula
Urera glabriuscula är en nässelväxtart som beskrevs av Victor W. Steinmann. Urera glabriuscula ingår i släktet Urera och familjen nässelväxter. Inga underarter finns listade i Catalogue of Life.